# Чокур-Карач
Чоку́р-Кара́ч (укр. Чокур-Карач, крымскотат. Çuqur Qaraç, Чукъур Къарач) — исчезнувшее село в Джанкойском районе Республики Крым, располагавшееся на севере района, у берега Сиваша, примерно в 2,5—3 км к востоку от современного села Рюмшино.

## История
Первое документальное упоминание села встречается в Камеральном Описании Крыма… 1784 года, судя по которому, в последний период Крымского ханства Кучур Карач входил в Дип Чонгарский кадылык Карасубазарского каймаканства.
После присоединения Крыма к России (8) 19 апреля 1783 года, (8) 19 февраля 1784 года, именным указом Екатерины II сенату, на территории бывшего Крымского Ханства была образована Таврическая область и деревня была приписана к Перекопскому уезду. После Павловских реформ, с 1796 по 1802 год, входила в Перекопский уезд Новороссийской губернии. По новому административному делению, после создания 8 (20) октября 1802 года Таврической губернии, Чокур-Карач был включён в состав Биюк-Тузакчинской волости Перекопского уезда.
По Ведомости о всех селениях, в Перекопском уезде состоящих… от 21 октября 1805 года в деревне Чурук-Карач числилось 12 дворов и 67 крымских татар. На военно-топографической карте генерал-майора Мухина 1817 года деревня Чурук карач обозначена с 12 дворами. После реформы волостного деления 1829 года деревня, записанная, как Кучук-Карач, согласно «Ведомости о казённых волостях Таврической губернии 1829 года», осталась в составе Тузакчинской волости. На карте 1836 года в деревне 12 дворов. Видимо, вследствие эмиграции крымских татар в Турцию, селение заметно опустело и на карте 1842 года Чокур-Карач обозначен условным знаком «малая деревня», то есть, менее 5 дворов.
В 1860-х годах, после земской реформы Александра II, деревню включили в состав Бурлак-Таминской волости. По обследованиям профессора А. Н. Козловского начала 1860-х годов, в селении «… нет ни колодцев, ни запруд, ни проточных вод», имелись только копани (выкопанная на месте с близким залеганием грунтовых вод яма) глубиной от 3 до 5 саженей (от 6 до 10 м) с солоноватой водой, которая «высыхает совершенно в сухое время». Согласно «Памятной книжке Таврической губернии за 1867 год», деревня стояла покинутая, ввиду эмиграции крымских татар, особенно массовой после Крымской войны 1853—1856 годов, в Турцию. Видимо, селение больше не возрождалось, поскольку в дальнейшем в доступных источниках не встречается.